# Вебфорум
Вебфорум або просто Форум — інтернет-ресурс, популярний різновид спілкування в інтернеті. На форумі створюються теми для спілкування, що робить його кращим за чат. Всі, кого цікавить певна інформація, можуть зручно й швидко переглянути її на форумі. На форумі є адміністратори (власники форуму) та модератори (обслуговчий персонал, який стежить за виконанням установлених правил та порядком). Форуми можуть бути присвячені програмному забезпеченню, автомобілям, футбольній команді тощо.

## Концепція
Суть роботи форуму полягає в створенні користувачами (відвідувачами форуму) своїх тем з їх подальшим обговоренням, шляхом постингу (розміщення) повідомлень всередині цих тем. Окремо взята тема, по суті, являє собою тематичну гостьову книгу. Користувачі можуть коментувати заявлену тему, ставити питання по ній і отримувати відповіді, а також самі відповідати на запитання інших користувачів форуму і давати їм поради. Всередині теми також можуть влаштовуватися Опитування (голосування), якщо це дозволяє рушій. Питання та відповіді зберігаються в базі даних форуму, і надалі можуть бути корисні як учасникам форуму, так і будь-яким користувачам мережі Інтернет, які можуть зайти на форум, знаючи адресу сайту, або отримавши його від пошукових систем при пошуку інформації.
Тематика форумів може бути найрізноманітнішою, охоплюючи всі сфери життя, і визначається або власниками форуму або його адміністрацією, або залежить
від контингенту учасників. При цьому форуми можуть бути як спеціалізовані, наприклад, присвячені музиці або якому-небудь музичному жанру, а також вузькоспеціалізовані, присвячені будь-якій музичній групі або виконавцю, так і без спеціалізації, в цьому разі користувачі самі обирають теми цікаві їм.
Форуми можуть існувати як автономно, без прив'язки до якого-небудь сайту, так і бути частиною вебпорталів.